# Juraj Minčík
Juraj Minčík (Spišská Stará Ves, 27 marzo 1977) è un ex canoista slovacco.

## Palmarès

### Olimpiadi
- 1 medaglia:
  - 1 bronzo (Sydney 2000 nel C1)

### Mondiali
- 3 medaglie:
  - 2 ori (Três Coroas 1997 nel C1 a squadre; Augusta 2003 nel C1 a squadre)
  - 1 bronzo (Nottingham 1995 nel C1 a squadre)

### Europei
- 8 medaglie:
  - 5 ori (Roudnice nad Labem 1998 nel C1 a squadre; Mezzana 2000 nel C1 a squadre; Bratislava 2002 nel C1 a squadre; Tacen 2005 nel C1 a squadre; Liptovský Mikuláš 2007 nel C1 a squadre)
  - 3 argenti (Mezzana 2000 nel C1; Skopje 2004 nel C1 a squadre; L'Argentière-la-Bessée	2006 nel C1 a squadre)